# سو سویج-رامبا
سو سَوِیج-رامبا (به انگلیسی: Sue Savage-Rumbaugh)، روان‌شناس و نخستی‌شناس آمریکایی است که بیش از همه به خاطرِ کار با دو بونوبو، به نام‌های کانزی و پنبنیشا شهرت دارد. مطالعهٔ او، شاملِ بررسیِ توانایی‌هایِ شناختی و زبانیِ این بونوبوها، به کمکِ لکسیگرام‌ها و صفحه‌کلیدهایِ کامپیوتری است. او که تحقیق‌هایش را نخستین بار در مرکز پژوهش‌هایِ زبانیِ دانشگاه ایالتی جورجیا در آتلانتایِ جورجیا آغاز کرد اکنون به عنوانِ مدیرِ اجرایی در پروژهٔ گریت ایپ تراست در دی موین، آیووا به فعالیت می‌پردازد.

## تحصیلات
سویج-رامبا در سال ۱۹۷۵ دورهٔ دکترایِ خود را در دانشگاه اکلاهما به پایان رساند، او پیش از این مدرکِ فوق لیسانس خود را نیز از همین دانشگاه دریافت کرده بود. در سالِ ۱۹۹۷، دانشگاه شیکاگو و در سالِ ۲۰۰۸ دانشگاه ایالتی میزوری به او مدرکِ پی‌اچ‌دیِ افتخاری اعطا کردند.

## پژوهش‌ها

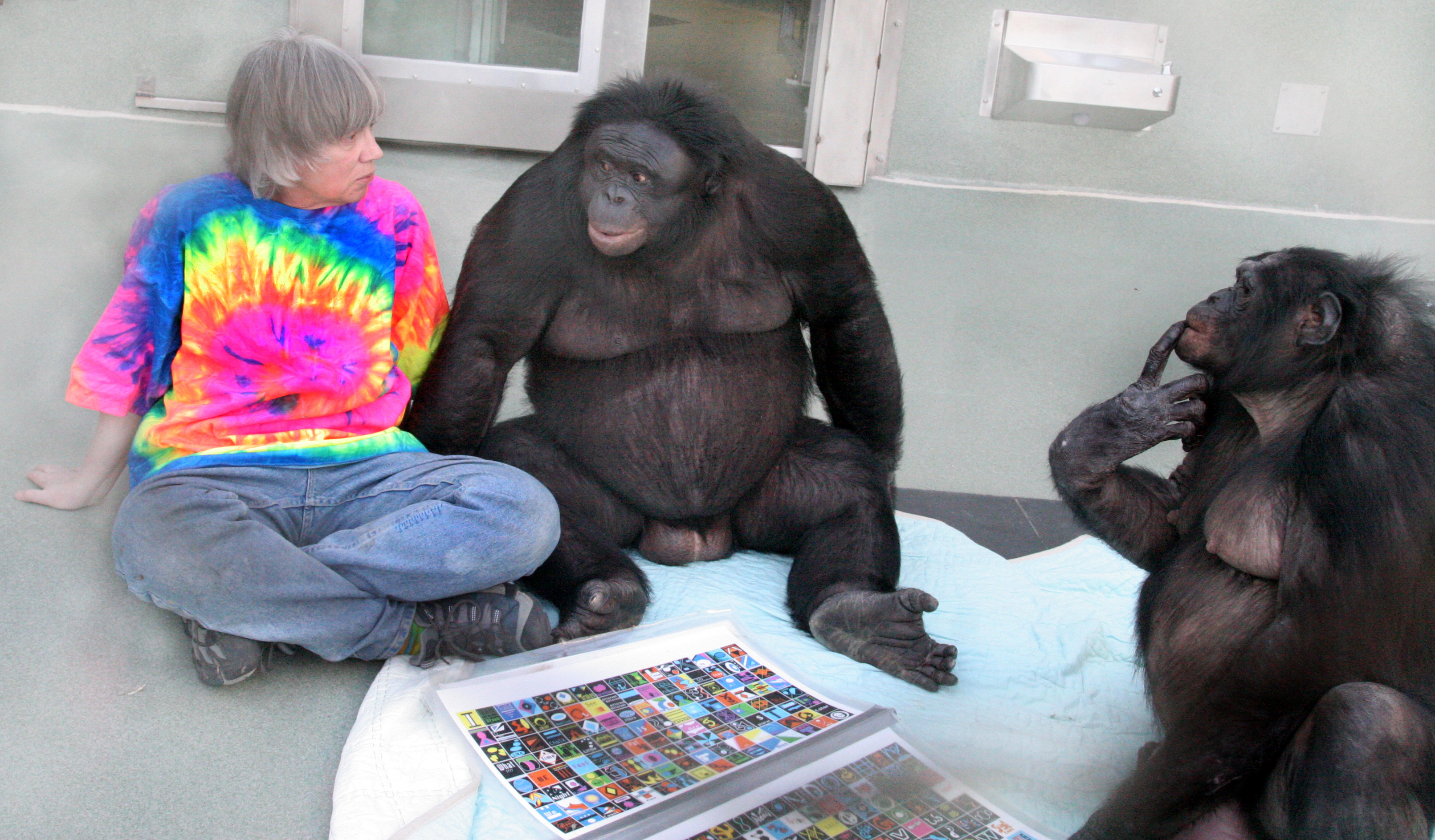
پژوهش های سویج رامبا

سویج-رامبا به عنوانِ اولین و تنها دانشمندی که بر رویِ زبان‌آموزیِ بونوبوها کار کرده در سالِ ۲۰۰۵ به پروژهٔ «گریت ایپ تراست» پیوست. او پیش از این ۲۳ سال با بخشِ پژوهشِ زبانِ دانشگاهِ جورجیا بر رویِ این موضوع کار کرده بود. در سالِ ۲۰۱۱، دکتر سو، توسطِ مجلهٔ تایم، به عنوانِ یکی از تاثیرگذارترین ۱۰۰ شخصیتِ جهان برگزیده شد.

در دانشگاهِ جورجیا، دکتر سویج-رامبا، تلاش کرد تا پیشگامِ برخی از فناوری‌هایِ جدید برایِ زبان‌آموزی به نخستی‌سانان باشد.
دیدگاه‌هایِ او دربارهٔ زبان، در زبان‌شناسی، روان‌شناسی و دیگر علم‌هایِ مرتبط با مغز و ذهن، بسیار موردِ مجادله و بحث بوده است. او معتقد است که زبان، خاصِ انسان‌ها نیست و دیگر اعضایِ گونه‌ی کپی‌ها (همچون شامپانزه و بونوبو) نیز تواناییِ یادگیریِ آن را دارند. به عنوانِ مثال استیون پینکر، دانشمندِ سرشناسِ علوم شناختی، دیدگاه‌هایِ سویج-رامبا و همفکران‌اش را در کتابِ معروفِ غریزه زبان، به شدت موردِ انتقاد قرار داده است. پینکر معتقد است که کنزی و دیگر نخستی‌سانانِ غیرِانسان، بسیاری از بنیادی‌ترین ویژگی‌هایِ زبان را دارا نیستند.